# GoEast – Festival des mittel- und osteuropäischen Films 2015

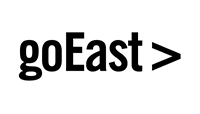
Logo des Festivals

Das 15. goEast – Festival des mittel- und osteuropäischen Films fand vom 22. April bis zum 28. April 2015 in Wiesbaden statt. Der Eröffnungsfilm war Ciało der polnischen Regisseurin Małgorzata Szumowska.

## Internationaler Wettbewerb
Der internationale Wettbewerb des Festivals umfasste sechzehn Filme, davon sechs Dokumentarfilme. Jury-Präsident des internationalen Wettbewerbs war der tschechische Produzent Pavel Strnad. Weitere Mitglieder waren die polnische Schauspielerin Anja Antonowics, der deutsche Filmjournalist Bernd Bruder, der rumänische Regisseur Marian Crișan sowie die bosnisch-herzegowinische Regisseurin Ines Tanović.
Mit dem Preis für den Besten Film wurde der Film Niemandskind (Ničije dete) von Vuk Ršumović ausgezeichnet. Den Preis der Landeshauptstadt Wiesbaden für die Beste Regie erhielt Koza (Koza) von Ivan Ostrocovský. Und den Preis des Auswärtigen Amts erhielt der Film Logbook Serbistan (Destinacija_Serbistan) von Želimir Žilnik.
Auf dem Festival erfolgte zudem der Wettbewerb der FIPRESCI zum „Preis der internationalen Filmkritik“. Den Preis erhielt der ebenfalls der Film Koza.

### Spielfilme
| Filmtitel (Verweistitel)                                                      | Regie                               | Land                              |
| ----------------------------------------------------------------------------- | ----------------------------------- | --------------------------------- |
| Die Lektion (Urok)                                                            | Kristina Grosewa, Petar Waltschanow | Bulgarien, Griechenland           |
| Bürger (Obywatel)                                                             | Jerzy Stuhr                         | Polen                             |
| Der Sensenmann (Kosac)                                                        | Zvonimir Jurić                      | Kroatien, Slowenien               |
| Engel der Revolution (Angely Revolyutsii)                                     | Alexei Fedortschenko                | Russland                          |
| Kebab & Horoskop (Kebab \| Horoskop)                                          | Grzegorz Jaroszuk                   | Polen                             |
| Niemandskind (Ničije dete)                                                    | Vuk Ršumović                        | Serbien, Kroatien                 |
| Die weißen Nächte des Postboten (Belye nochi pochtalona alekseya tryapitsyna) | Andrei Kontschalowski               | Russland                          |
| Kreditlinie (Kreditis Limiti)                                                 | Salomé Alexi                        | Georgien, Deutschland, Frankreich |
| Koza (Koza)                                                                   | Ivan Ostrocovský                    | Tschechien, Slowakei              |
| Warum ich ? (De Ce Eu ?)                                                      | Tudor Giurgio                       | Rumänien, Bulgarien, Ungarn       |

### Dokumentarfilme
| Filmtitel (Verweistitel)                  | Regie          | Land                |
| ----------------------------------------- | -------------- | ------------------- |
| Nackte Insel (Goli)                       | Tiha Gudac     | Kroatien            |
| Flotel Europa (Flotel Europa)             | Vladimir Tomić | Serbien, Dänemark   |
| Logbook_Serbistan (Destinacija_Serbistan) | Želimir Žilnik | Serbien             |
| Drifter (Drifter)                         | Gábor Hörcher  | Ungarn, Deutschland |
| Zusammen (Vmeste)                         | Denis Shabaev  | Russland            |
| Zuhause (Jáma)                            | Jiří Stejskal  | Tschechien          |

## Weitere Veranstaltungen
Die Filmwettbewerbe wurden von zahlreichen weiteren Programmpunkten ergänzt. Für Nachwuchsfilmschaffende bot das Festival das East-West Talend Lab. Bei dieser Fortbildungsveranstaltung wurde der mit 5000 Euro dotierte Open Frame Award der BHF-BANK-Stiftung für Experimentalfilm und Videokunst vergeben. Ebenfalls wurde der goEast Development Award vergeben.
Die Reihe Beyond Belonging stand in diesem Jahr unter dem Titel Filmen gegen den Krieg: Vom Trauma und Aussöhnung und widmete sich den Konflikten der Region seit der Wende. Neben den aktuellen Konflikt in Ukraine behandelte sie die Kriege im Kaukasus und dem zerfallenen Jugoslawien.
Zum Werk des Regisseurs Artur Brauner wurde in diesem Jahr ein Symposium veranstaltet. Das Werk des Regisseurs, Autors und Darstellers Marlen Chuzijew wurde mit einer umfassenden Hommage gewürdigt.